# Masahiko Kumagai
Masahiko Kumagai (født 23. november 1975) er en tidligere japansk fodboldspiller.
Han har spillet for flere forskellige klubber i sin karriere, herunder Kashiwa Reysol og Roasso Kumamoto.